# Lygaeospilus tripunctatus
Lygaeospilus tripunctatus är en insektsart som först beskrevs av William Sweetland Dallas 1852.  Lygaeospilus tripunctatus ingår i släktet Lygaeospilus och familjen fröskinnbaggar. Inga underarter finns listade i Catalogue of Life.